# Edmilson (ur. 1976)
Edmilson Alves (ur. 17 lutego 1976) – brazylijski piłkarz występujący na pozycji pomocnika.

## Kariera klubowa
Od 1997 do 2012 roku występował w klubach Juventus, Uniao Suzano, Nacional, Londrina, Ubirantan, Fortaleza, Ulsan Hyundai, Oita Trinita, Ceará, Vissel Kobe, Roasso Kumamoto i Arapongas.